# Seesand
Der Seesand (dänisch: Søsand) war ein Hochsand in der Deutschen Bucht, der während des gesamten 19. Jahrhunderts bestand und 1903 wieder abgetragen war.

## Geschichte
Der Seesand lag knapp zehn Kilometer südlich der Insel Amrum, der nächstgelegenen Insel, und rund zwölf Kilometer westlich der Hallig Hooge. Vorübergehend war er sogar eine Düneninsel mit entsprechender Vegetation. Im 18. Jahrhundert befanden sich auf Seesand laut einem 1865 veröffentlichten Bericht Reste von ehemaligen Häusern. Der Hochsand lag zwischen dem Schmaltief im Osten und der Ruyter Tiefe (heute Rütergat) im Westen (zur offenen Nordsee hin). Der Seesand maß gegen Ende des 19. Jahrhunderts fast 2,5 Kilometer in der Länge von Nord nach Süd und war an der breitesten Stelle über 900 Meter breit.
Auf dem Seesand wurde erstmals im Juli 1801 durch die damals zuständige dänische Regierung eine gut 18 Meter hohe Bake errichtet, um eine sichere Einfahrt in das Schmaltief (und weiter nach Amrum, Föhr und einigen Halligen) zu ermöglichen. Die Bake wurde im Laufe der Jahrzehnte mehrmals zerstört und wieder aufgebaut und wurde mit einer Rettungskammer für Schiffbrüchige versehen, die durch eine Leiter an der Ostseite zu erreichen war. Wegen der Wanderung des Seesandes wurde um 1854 die ursprüngliche Bake nach Ostnordost versetzt. 1890 wurde eine vereinfachte Bake 660 Meter ostnordostwärts der alten Stelle aufgestellt, sie lag aber schon bald nahe der südwestlichen Wasserlinie. Letztmals wurde die Bake während der Stürme des Winters 1900/1901 zerstört. Am 8. April 1903 wurde berichtet, dass der Seesand komplett verschwunden (überflutet) war. Die Stelle wurde daraufhin mit einer schwimmenden Spitztonne markiert.
Auf aktuellen Seekarten ist der Seesand nur noch als Wattgebiet oder überspülte Sandbank verzeichnet. Zwischen dem früheren Seesand und der Hallig Hooge, jedoch an der Ostseite des Schmaltiefs, liegt heute der Hochsand Japsand, der früher nur eine überspülte Sandbank war (Junge Jap im Norden und Alte Jap im Süden).

### Historische Kartenblätter

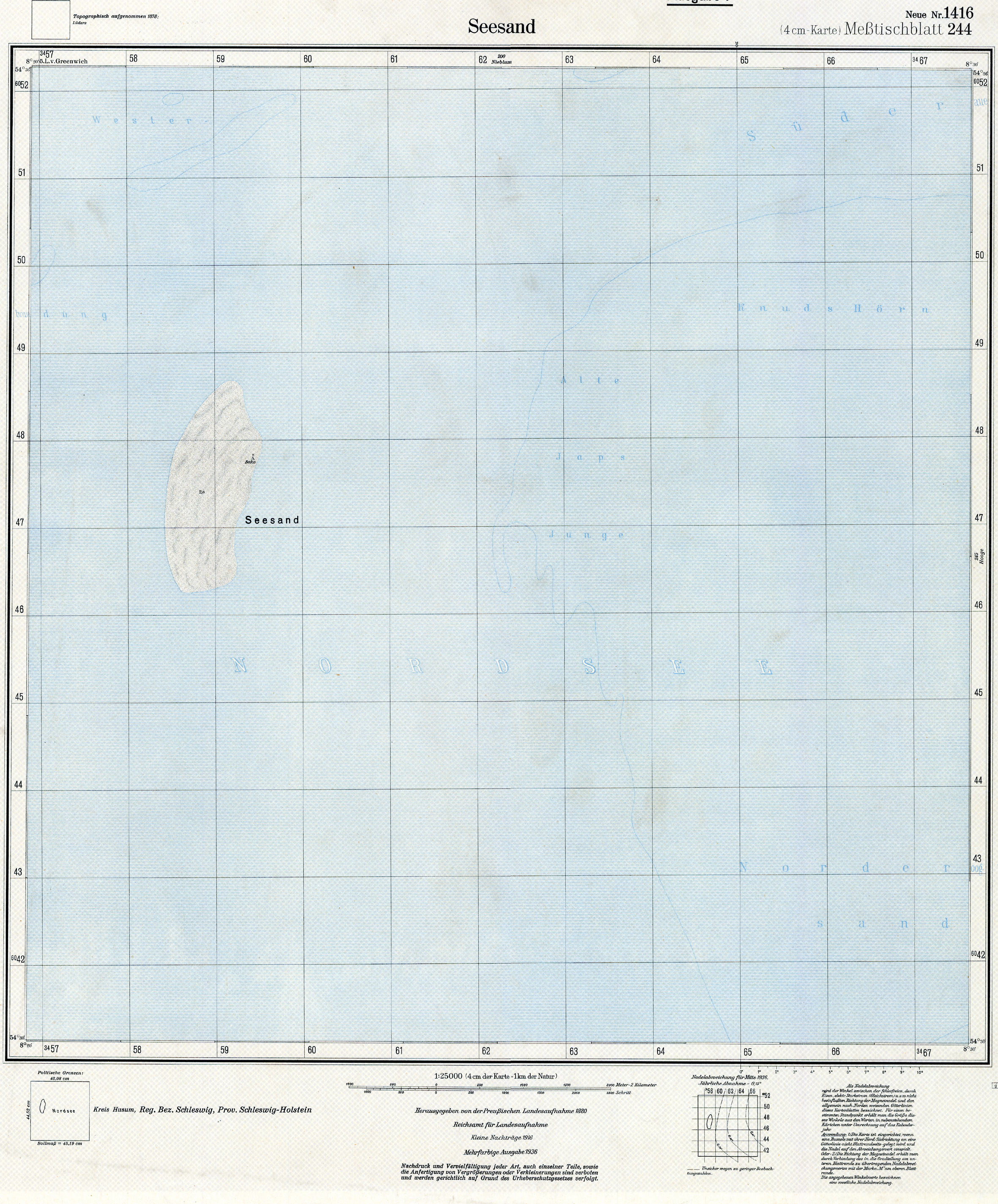
Messtischblatt 1416 „Seesand“ (1880)
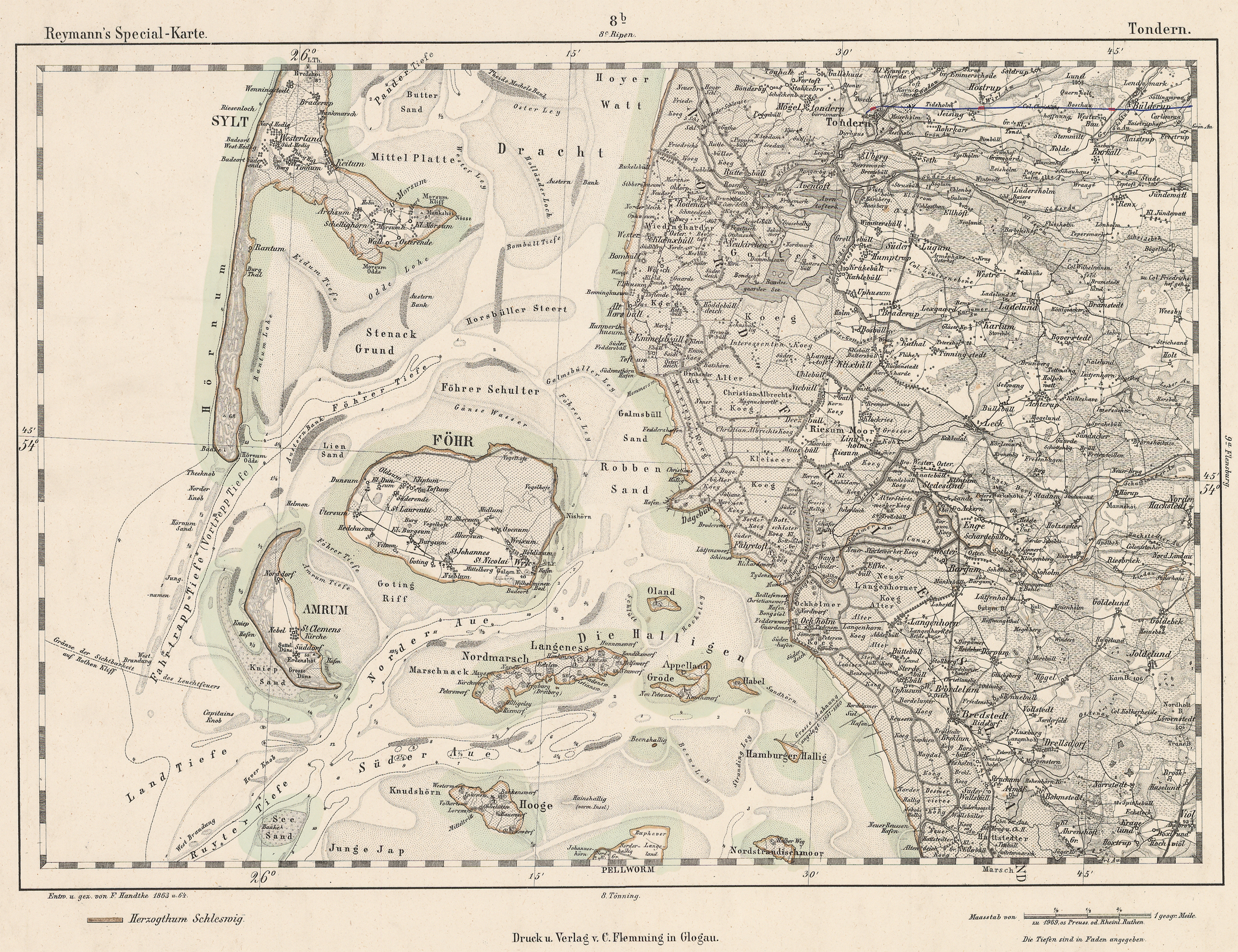
Mitteleuropa 1:200.000 (Reymann’s Special-Karte), Blatt „Tondern“ (1864)
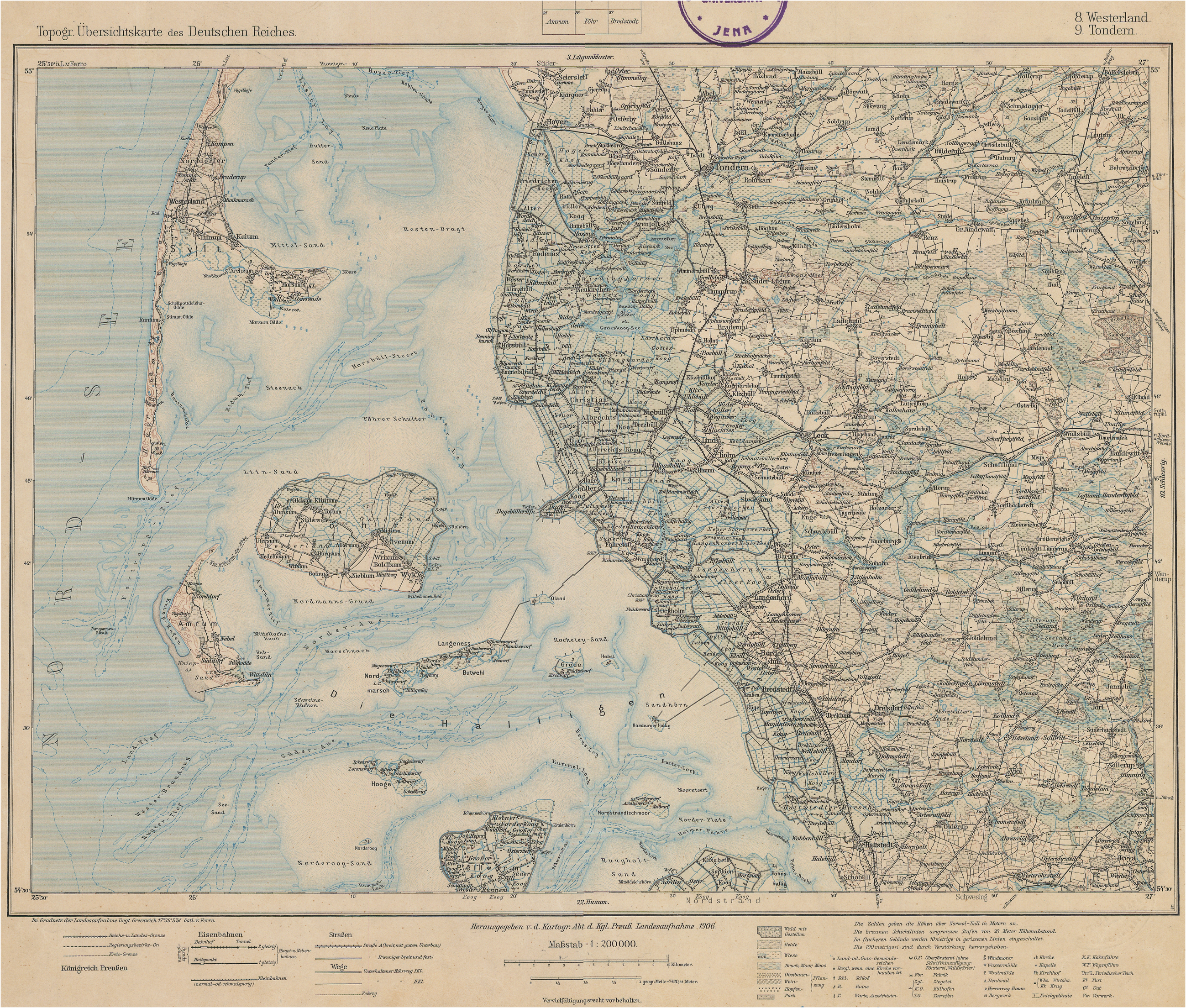
Topographische Übersichtskarte des Deutschen Reiches, Blatt 08/09 Westerland-Tondern (1906): Der Seesand ist nur noch eine überspülte Sandbank, gekennzeichnet durch ein schwimmendes Schifffahrtszeichen